# Martyrs de Pratulin
Les Martyrs de Pratulin (en polonais : męczennicy podlascy) sont treize laïcs gréco-catholiques tués le 24 janvier 1874 pour s’être opposés à l’intégration de leur paroisse à l’Église orthodoxe russe.

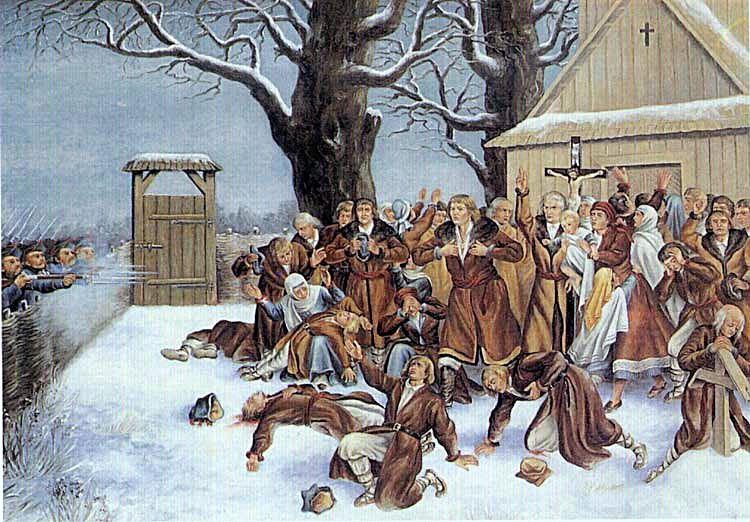
Les martyrs de Pratulin en 1874

Le 24 janvier 1874 dans le village de Pratulin, dans l’ancienne Voïvodie de Biała Podlaska, à la frontière polonaise avec la Biélorussie, la troupe tsariste fusillait treize paysans désarmés qui cherchaient à empêcher un prêtre orthodoxe de prendre possession de leur église.
Ce drame illustre les conflits qui ont longtemps divisé et divisent encore gréco-catholiques et orthodoxes dans l’Europe de l’Est : ces paysans étaient en effet des gréco-catholiques  ou « uniates », c’est-à-dire des chrétiens de rite oriental rattachés à Rome. Ces treize fidèles tentaient de défendre leur Église que les autorités voulaient rattacher à l’Église orthodoxe.

## Contexte
Les gréco-catholiques de cette région ont leur origine dans l’Union de Brest par laquelle, en 1596, des communautés orthodoxes de ce qui était alors la République Polono-Lituanienne décidèrent de reconnaître la primauté de l’évêque de Rome, obtenant en contrepartie de conserver leur tradition liturgique.
Lors des différents partages de la Pologne entre la Prusse de l'Autriche et de la Russie, les gréco-catholiques ont été violemment persécutés dans les territoires occupés par les Russes. La destruction de l'Église uniate fut progressive.
En 1794, la tsarine Catherine II rattacha de force l'Église grecque-catholique en Ukraine au patriarcat de Moscou ; en 1839, le tsar Nicolas Ier fit de même en Biélorussie et en Lituanie.
Dans la seconde moitié du XIXe siècle, sur le territoire occupé par la Russie, l'Église grecque-catholique n'existait plus que dans l’éparchie de Chelm dans l'ancien royaume polonais. Le tsar Alexandre II décida en 1873 la suppression de l’éparchie et le rattachement de ses églises au patriarcat de Moscou. L'évêque et les prêtres qui ne voulaient pas se joindre à l'Église orthodoxe furent déportés en Sibérie ou mis en prison. A Pratulin, les croyants, restés seuls, sans leurs pasteurs, décidèrent de défendre leur Église.

## Béatification
Le 6 octobre 1996, les 13 laïcs gréco-catholiques ont été béatifiés par le pape Jean-Paul II.
En 1998, les restes des martyrs ont été transférés dans l'église grecque-catholique de Kostomloty, où le « Sanctuaire des martyrs de Podlachie » a été créé.